# Nils Mickelsson Dublar
Nils Mickelsson Dublar, död mellan 1647 och 1651, var en svensk militär.
Nils Mickelsson Dublar var son till länsmannen Mickel Jacobsson Dublar. Han var kvartermästare 1604 och tjänstgjorde 1609 under Jakob De la Gardie under fälttåget till Ryssland, där han utmärkte sig. 1610 hade han uppdrag att föra brev från Ryssland till Karl IX. 1615 var han hövitsman för Västerbottens fänika och följde på nytt Jakob De la Gardie under dennes fälttåg till Ryssland. Sedan krigsrörelserna avslutats ingick Dublars fänika betäckningstrupperna vid Ladoga, och 1617 förlades trupperna till Estland. Dublar tjänstgjorde 1617–1618 på Nöteborg. 1624 tjänstgjorde han i Reval och klagar då över sin ålder. Likafullt ledde han ett kompani som under sensommaren togs ut för offensiven i östra Livland. Han var 1626 kaptenmajor över arbetstrupperna i Dorpat för anläggandet av militärkolonin där. 1627–1631 var han kapten vid Christoffer Mannerskölds regemente och 1632 major vid Jost Taubes skvadron, förlagd i Savolax och på andra ställen. 1630–1647 fungerade han som stadsmajor i Dorpat.